# Hartley megye
Hartley megye az Amerikai Egyesült Államokban, azon belül Texas államban található. Megyeszékhelye Channing, legnagyobb városa Hartley. Lakosainak száma 5382 fő (2020. április 1.). Hartley megye Dallam, Moore, Oldham, Quay, Union és Sherman megyékkel határos.

## Népesség
A megye népességének változása:
| Lakosok száma | 6062 | 6085 | 6165 | 6100 | 6193 | 5382 |
|               | 2010 | 2011 | 2012 | 2013 | 2015 | 2020 |